# Daniel Böhm
Daniel Böhm (Clausthal-Zellerfeld, 16 juni 1986) is een voormalige Duitse biatleet. Hij maakte in het seizoen 2008/2009 zijn debuut in de wereldbeker biatlon.

## Carrière
Aan het begin van het seizoen 2005/2006 werd Böhm opgenomen in het C-kader van de Duitse biatleten, een seizoen later promoveerde hij tot het B-kader. Op 8 januari 2009 maakte hij zijn debuut in de wereldbeker en werd meteen 29e in de sprintwedstrijd. Zijn beste resultaat tot nu toe haalde hij bij de preolympische wereldbeker in Vancouver, met een tweede plaats in de 20 km individueel.
In 2014 nam Böhm een eerste keer deel aan de Olympische Winterspelen. Op het individuele nummer eindigde Böhm op de tiende plaats. Samen met Erik Lesser, Arnd Peiffer en Simon Schempp behaalde Böhm de zilveren medaille op de 4x7,5 km estafette. In 2015 werd hetzelfde viertal wereldkampioen op de estafette. 

## Resultaten

### Olympische Winterspelen
| Jaar | Plaats    | Onderdeel   | Onderdeel | Onderdeel     | Onderdeel  | Onderdeel | Onderdeel          |
| Jaar | Plaats    | Individueel | Sprint    | Achtervolging | Massastart | Estafette | Gemengde estafette |
| ---- | --------- | ----------- | --------- | ------------- | ---------- | --------- | ------------------ |
| 2010 | Vancouver | –           | –         | –             | –          | –         |                    |
| 2014 | Sotsji    | 10e         | –         | –             | –          | ↑         | DSQ                |

### Wereldkampioenschappen
| Jaar | Plaats            | Onderdeel                               | Onderdeel                               | Onderdeel                               | Onderdeel                               | Onderdeel                               | Onderdeel          |
| Jaar | Plaats            | Individueel                             | Sprint                                  | Achtervolging                           | Massastart                              | Estafette                               | Gemengde estafette |
| ---- | ----------------- | --------------------------------------- | --------------------------------------- | --------------------------------------- | --------------------------------------- | --------------------------------------- | ------------------ |
| 2008 | Östersund         | –                                       | –                                       | –                                       | –                                       | –                                       | –                  |
| 2009 | Pyeongchang       | –                                       | –                                       | –                                       | –                                       | –                                       | –                  |
| 2010 | Chanty-Mansiejsk  | Niet gehouden vanwege Olympische Spelen | Niet gehouden vanwege Olympische Spelen | Niet gehouden vanwege Olympische Spelen | Niet gehouden vanwege Olympische Spelen | Niet gehouden vanwege Olympische Spelen | –                  |
| 2011 | Chanty-Mansiejsk  | 29e                                     | –                                       | –                                       | –                                       | –                                       | –                  |
| 2012 | Ruhpolding        | –                                       | –                                       | –                                       | –                                       | –                                       | –                  |
| 2013 | Nové Město        | –                                       | –                                       | –                                       | –                                       | –                                       | –                  |
| 2015 | Kontiolahti       | 11e                                     | –                                       | –                                       | –                                       | Goud                                    | 6e                 |
| 2016 | Oslo Holmenkollen | –                                       | –                                       | –                                       | –                                       | –                                       | –                  |

### Wereldkampioenschappen junioren
| Jaar | Plaats       | Onderdeel   | Onderdeel | Onderdeel     | Onderdeel |
| Jaar | Plaats       | Individueel | Sprint    | Achtervolging | Estafette |
| ---- | ------------ | ----------- | --------- | ------------- | --------- |
| 2006 | Presque Isle | 38e         | 11e       | 6e            | Brons     |
| 2007 | Martell      | 4e          | Zilver    | Zilver        | Goud      |

### Europese kampioenschappen
| Jaar | Plaats     | Resultaten                                                                                 |
| ---- | ---------- | ------------------------------------------------------------------------------------------ |
| 2008 | Nove Mesto | 16e 10 km sprint 13e 12,5 km achtervolging 4e 4 x 7,5 km estafette                         |
| 2009 | Oefa       | 8e 20 km individueel · 10e 10 km sprint · 12,5 km achtervolging · 4 x 7,5 km achtervolging |

### Europese kampioenschappen junioren
| Jaar | Plaats            | Resultaten                                                                             |
| ---- | ----------------- | -------------------------------------------------------------------------------------- |
| 2006 | Langdorf-Arbersee | 15 km individueel · 16e 10 km sprint · 6e 12,5 km achtervolging · 4 x 7,5 km estafette |

### Wereldbeker
Eindklasseringen
| Seizoen   | Algemeen | Individueel | Sprint | Achtervolging | Massastart |
| --------- | -------- | ----------- | ------ | ------------- | ---------- |
| 2008/2009 | 59e      | 22e         | 56e    | -             | -          |
| 2009/2010 | 81e      | -           | 71e    | -             | -          |
| 2010/2011 | 40e      | 57e         | 38e    | 32e           | 38e        |
| 2011/2012 | 53e      | 49e         | 54e    | 48e           | -          |
| 2012/2013 | 61e      | -           | 59e    | 63e           | 40e        |
| 2013/2014 | 24e      | 8e          | 30e    | 25e           | 20e        |
| 2014/2015 | 18e      | 13e         | 15e    | 16e           | 24e        |
| 2015/2016 | 67e      | -           | 62e    | 61e           | 24e        |

Wereldbekerzeges
| Nr.        | Datum           | Plaats           | Onderdeel          |
| Estafettes | Estafettes      | Estafettes       | Estafettes         |
| ---------- | --------------- | ---------------- | ------------------ |
| 1.         | 23 januari 2011 | Antholz          | 4x7,5 km estafette |
| 2.         | 5 februari 2011 | Presque Isle     | Gemengde estafette |
| 3.         | 14 maart 2015   | Kontiolahti (WK) | 4x7,5 km estafette |